# VF Les Herbiers
Vendée Les Herbiers Football oder kurz VF Les Herbiers ist ein Fußballverein aus der Kleinstadt Les Herbiers in der westfranzösischen Vendée. Die erste Mannschaft des Klubs ist zur Saison 2015/16 in die semiprofessionelle dritte Liga aufgestiegen.
2018 erreichte die Elf zum ersten Mal in der Klubgeschichte das Finale des Landespokalwettbewerbs.

## Geschichte
Seine historischen Wurzeln hat der Verein in der der katholischen Sportbewegung angehörenden, 1919 gegründeten Alouette Sportive – benannt nach dem Les Herbiers benachbarten Mont des Alouettes –, die sich früh in Les Herbiers Sports umbenannte und in der über den Fußball hinaus weitere Sportarten betrieben werden konnten. Am Ligabetrieb nahmen die Fußballer allerdings erst in den 1930er Jahren teil. 1949 schloss sich Les Herbiers Sports mit einem benachbarten Klub namens Coqs du Bocage zusammen; der Fusionsverein trug den Namen Entente Sportive Herbretaise und wurde Mitglied der Fédération Française de Football. 2002 erfolgte die Umbenennung in Les Herbiers Vendée Football, vier Jahre darauf nahm der Verein seinen bis heute geltenden Namen an.
Die Vereinsfarben sind Rot und Schwarz. Die Ligaelf trägt ihre Heimspiele im Stade Massabielle aus, das eine Kapazität von rund 3.000 Plätzen aufweist und auch über eine kleine Sitztribüne verfügt. 2014 wurde das Stadion um einen Trakt erweitert, der neue Umkleidekabinen und die Vereinsgeschäftsstelle beherbergt.

## Ligazugehörigkeit und Erfolge der Fußballer
1974 stieg die Kampfmannschaft von ES Les Herbiers zum ersten Mal in die Division d’Honneur auf, 1977 sogar in die vierthöchste Liga. In den 1980er und 1990er Jahren versank sie allerdings wieder in den Niederungen unterer regionaler Spielklassen. Dies änderte sich erst ab 1998 mit dem Aufstieg in die fünfte Liga (CFA 2). Nach einem Jahrzehnt des Pendelns zwischen vierter und fünfter Liga gelang 2015 der erste Aufstieg der Vereinsgeschichte in die frankreichweite dritthöchste Division.
Im Landespokalwettbewerb um die Coupe de France haben die auch als „Rote Teufel“ (Diables Rouges) bezeichneten Fußballer bisher fünf Mal die landesweite Hauptrunde erreicht. Am weitesten stießen sie darin in der Saison 2017/18 vor, in der sie das Finale erreichten. Bei attraktiven Partien weicht Les Herbiers regelmäßig in das rund 6.500 Zuschauer fassende  Stade Henri-Desgrange des gut 40 Kilometer entfernten La Roche-sur-Yon oder in die Beaujoire von Nantes aus.

## Bekannte ehemalige Spieler und Trainer
- Walter Bakouma, ehemaliger kongolesischer Internationaler, bei Les Herbiers 2005 bis 2011
- Miklós Béres, Trainer von 1995 bis 1998
- Arsène Do Marcolino (2009/10), gabunischer Nationalspieler